# Scelolanka phyllanthii
Scelolanka phyllanthii là một loài bọ cánh cứng trong họ Chrysomelidae. Loài này được Medvedev miêu tả khoa học năm 1982.